# Isolement post-zygotique
 (janvier 2019).
Si vous disposez d'ouvrages ou d'articles de référence ou si vous connaissez des sites web de qualité traitant du thème abordé ici, merci de compléter l'article en donnant les références utiles à sa vérifiabilité et en les liant à la section « Notes et références ».
 (juin 2020).
Améliorez-le ou discutez des points à vérifier. 
L'isolement post-zygotique fait partie de l'isolement reproductif. C'est un mécanisme qui empêche ou limite fortement l'hybridation de deux espèces qui habitent la même région.

## Stérilité des hybrides
Les hybrides ne produisent pas de gamètes fonctionnels cela peut s'expliquer par  l'absence de méiose chez deux individus différents. Cette stérilité est dû au manque de chromosomes. Ils présentent un mélange de caractéristiques génétiques des deux parents.

## Déchéance des hybrides
Un hybride est généralement stérile. Il est en effet si et seulement si leurs parents ont le même type et nombre de chromosomes.